# Syslog
Syslog常被稱為系統日誌或系統記錄，是一種用來在網際網路協定（TCP/IP）的網路中傳遞記錄檔訊息的標準。這個詞彙常用來指涉實際的syslog 協定，或者那些送出syslog訊息的應用程式或資料庫。
syslog協定屬於一種主從式協定：syslog發送端會傳送出一個小的文字訊息（小於1024位元組）到syslog接收端。接收端通常名為「syslogd」、「syslog daemon」或syslog伺服器。系統日誌訊息可以被以UDP協定及╱或TCP協定來傳送。這些資料是以明碼型態被傳送。不過由於SSL加密外套（例如Stunnel、sslio或sslwrap等）並非syslog協定本身的一部分，因此可以被用來透過SSL／TLS方式提供一層加密。
syslog通常被用於資訊系統管理及資安稽核。雖然它有不少缺陷，但仍獲得相當多的裝置及各種平台的接收端支援。因此syslog能被用來將來自許多不同類型系統的日誌記錄整合到集中的儲存庫中。